# حزب الإصلاح (كينيا)
حزب الإصلاح كان حزبا سياسيًا في كينيا بقيادة اللورد ديلامير.

## التاريخ
تأسس الحزب من قبل اللورد ديلامير في 24 مايو 1921،  بعد استقالة العديد من أعضاء المجلس التشريعي الذين تم انتخابهم في العام السابق. استقال ديلامير في عام 1920 بسبب عدم رضاه عن وزير الخارجية، وتبعه العديد من الأعضاء الآخرين في مايو 1921.  كان تشكيل الحزب يهدف في المقام الأول إلى ضمان المزيد من السلطة للأوروبيين، وخفض الإنفاق الحكومي بدلاً من رفع الضرائب، وإعطاء الأعضاء المنتخبين منتدى لإجراء مناقشات خارج المجلس.  عندما أجريت الانتخابات الفرعية للمقاعد الأربعة الشاغرة، فاز أعضاء حزب الإصلاح بثلاثة منهم،  بما في ذلك ديلامير.
في الانتخابات العامة لعام 1927، فاز الحزب بثمانية مقاعد من أصل أحد عشر مقعدًا في المجلس التشريعي.